# Квазар-86
Квазар-86 — 16-разрядный российский домашний IBM PC/XT-совместимый персональный компьютер на базе процессора К1810ВМ86 (аналог Intel 8086). Разработан и выпускался на Муромском заводе радиоизмерительных приборов.

## Описание
Персональный компьютер Квазар-86 предназначался для составления и запуска обучающих, игровых программ и выполнения научно-технических расчетов. Поставлялся ПК с BIOS, записанной в ПЗУ; интерпретатором языка BASIC и пакетом игровых программ на аудиокассете.
Благодаря IBM PC-совместимости на Квазаре-86 производители гарантировали запуск программ, написанных для ПК IBM PC, Нейрон И9.66, Искра-1030 и ЕС-1840.
При подключении контроллера дисковода и увеличении объема ОЗУ до 512 Кб (путем замены К565РУ5 на К565РУ7 с добавлением перемычек на плате) на Квазаре можно было запустить MS-DOS. Штатного места для блоков расширения предусмотрено не было, и контроллер дисковода подпаивался проводками к плате.